# Малыш (роман)
«Малыш» (фр. P'tit-Bonhomme) — приключенческий роман французского прозаика Жюля Верна о судьбе ирландского сироты. Роман выходил в 1893 году в номерах 57, 58 журнала Этцеля «Musée des familles». Иллюстрации Леона Бенета.
В октябре и декабре того же года появились два тома произведения на русском языке.

## Сюжет
События романа разворачиваются в конце XIX века в Ирландии. 17 июня 1875 года в прибрежный городок Уэстпорт прибывает злой кукольник с большой повозкой. Там оказывается маленький подкидыш Малыш.
В начале произведения главному герою только пять лет. На его долю выпало немало злоключений. Обретя счастье в приёмной семье, недолго он мог им наслаждаться. Мальчик покинул ставших родными людей, чтобы однажды вернуться и щедро отплатить им за добро. Но как ему удалось разбогатеть? Какие ещё испытания выпали на его долю?

## Публикации на русском языке
Впервые роман в русском переводе вышел в двух томах в 1893 году. Также появился на страницах журнала «Природа и люди» в 1907 году. В том же году роман вошёл в седьмой том серии издательства П. П. Сойкина. Значительно позже увидели свет новые переводы:
- Жюль Верн. Малыш / пер. О. Е. Смирнова, Ю. М. Розенберг. — Ладомир, 1998. — (Неизвестный Жюль Верн). — ISBN 5-86218-022-2.
- Жюль Верн. Малыш / пер. Юлии Розенберг. — Вече, 2017. — 544 с. — (Мастера приключений). — ISBN 978-5-4444-6340-6.
- Жюль Верн. Малыш / пер. А. Кабановой. — Энас-книга, 2017. — 368 с. — (Книги на все времена). — 3000 экз. — ISBN 978-5-91921-547-9. — адаптирован для читателей среднего школьного возраста